# Бюро довгот
Bureau des longitudes (Бюро довгот) — науково-дослідна установа Франції, до складу якої входить 13 дійсних членів (з них три члени призначаються Академією наук Франції) та 32 члени-кореспонденти, які є визнаними спеціалістами в галузі астрономії, геофізики та фізики.
Бюро було засновано 25 червня 1795 р. з метою поліпшення засобів та методів навігації, стандартизації часу, геодезії та астрономічних спостережень. На сьогодні Бюро довгот визначає основні пріоритети щодо напрямку досліджень, які проводяться в Інституті небесної механіки та обчислень ефемерид, й проводять щомісяця наукові зустрічі для обговорення проблем в галузі астрономії.

## Історія утворення
Анрі Ґрегуар (відомий ще як абат Ґрегуар) звернув увагу Національного конвенту Франції на часті поразки французького флоту в освоєнні морських просторів й на зростання майстерності англійського флоту та висловив ідею, що поліпшення методів навігації могло б закласти фундамент для відродження військової могутності французького флоту. Після детального аналізу стану справ у військовому флоті й заслухавши звіти комітету військового флоту, комітету фінансів та комітету державної освіти Національний конвент Франції видав декрет від 25 червня 1795 р. про заснування Бюро довгот. За даним декретом Бюро довгот підпорядковувалась Паризька обсерваторія та всі інші астрономічні установи тодішньої Франції.
Основною метою наукової діяльності Бюро довгот була розробка та підвищення точності методів визначення довготи перебування корабля у відкритому морі за допомогою вимірювання кутового положення зір та інших небесних світил відносно спостерігача (корабля). Ця проблема мала вирішальне стратегічне значення для здійснення успішної навігації в тогочасну епоху й слугувала причиною вибору відповідного імені для наукової установи, яка нею займалася. Бюро довгот також проводило обчислення і публікацію ефемерид небесних світил, що вимагало знання точного часу, організовувало наукові експедиції для розв'язання тогочасних геодезичних та астрономічних проблем, було консультативним дорадчим державним органом у вирішення певних наукових питань.
Десять дійсних членів Бюро довгот на момент його утворення:
- Геометри:
  - Жозеф-Луї Лагранж;
  - П'єр-Симон Лаплас;
- Астрономи:
  - Жозеф Жером ле Франсуа де Лаланд;
  - П'єр Франсуа Андре Мешен;
  - Жан-Батист Жозеф Деламбр;
  - Жан-Домінік Кассіні Кассіні IV;
- Жан-Шарль де Борда, який вивчав механіку рідин і був попередником Лазаря Карно згідно з його поглядами на основи термодинаміки;
- Жан-Ніколя Буаш, географ;
- Луї Антуан де Бугенвіль, відомий навігатор; та
- Ноель Сімон Кароше, виробник телескопів.

## Подальший розвиток
З часом структура та завдання Бюро довгот суттєво змінилися. У 1854 Паризька обсерваторія офіційно вийшла зі складу Бюро довгот і стала незалежною науковою установою, що сьогодні діє під егідою Міністерства вищої освіти та наукових досліджень Франції.
Оскільки проблема визначення довготи була розв'язана, то Бюро довгот зайнялося:
- стандартизацією годинників по всьому світу та вимірюванням часу;
- дослідженнями в галузі геодезії та астрономії.

На початку 19 століття його очолювали Франсуа Араго та Анрі Пуанкаре. У 1897 р. Бюро виступило с проектом нової, десяткової системи одиниць вимірювання часу. Проте, незважаючи на участь у проекті Анрі Пуанкаре, ця система не отримала належної підтримки й через три роки її обговорення було призупинене.
У 1802 в рамках Бюро Довгот було засновано Обчислюваний центр, який проводив обчислення ефемерид небесних світил. В період з 1802 р. структура центру кілька раз зазнавала суттєвих змін, а в 1961 р. Андре-Луї Данжон та Жан Ковалевскі створили на його базі лабораторію сучасних досліджень, яка згодом перетворилась на Центр обчислень та небесної механіки Бюро довгот.
Інші відомі члени Бюро довгот:
- Жан-Батіст Біо
- Еміль Борель
- Федір Олександрович Бредіхін
- П'єр Жуль Сезар Жансен
- Оґюстен-Луї Коші
- Адрієн-Марі Лежандр
- Клод-Луї Мат'є
- Шарль Мессьє
- Олександр Олександрович Михайлов
- Жозеф Альфред Сере
- Франсуа Фелікс Тіссеран
- Ерве-Огюст-Ет'єн-Альбан Фе
- Каміль Фламмаріон
- Арман Іполіт Луї Фізо
- Леон Фуко
- Томас Юнг

## Сучасна епоха
Бюро довгот відзначило 200 років свого існування проведенням у 1995 р. міжнародного симпозіуму «Динаміка, ефемериди та астрометрія в Сонячній системі» (під егідою Міжнародного Астрономічного Союзу).
У 1998 р. Центр обчислень та небесної механіки Бюро довгот було перейменовано в Інститут небесної механіки та обчислень ефемерид (фр. IMCCE).  Сьогодні Бюро довгот визначає основні пріоритети щодо напрямку досліджень, які проводяться в цьому інституті, й організовує щомісяця наукові зустрічі для обговорення проблем у галузі астрономії.

### Склад Бюро довгот на 2011р.
Дійсні члени:
- Жан-Франсуа Деніс від французької академії наук;
- Жан Ковалевскі від французької академії наук;
- Бернард Ґуіно;
- П'єр Жіакомо;
- Рожер Керель;
- Ніколь Капітен;
- Жан-Луї ле Муєль;
- Сюзан Дебарба;
- Жан-Поль Пуар'є;
- Клод Одуа;
- Франсуа Барліє;
- Ондре Лебо;
- П'єр Баєр.

Члени для особливих доручень:
- Паскаль Делеклюс;
- Бруно Фрашон;
- Даніель Естрофер;
- Жан-Філіп Лаґранж .

Склад керівництва:
- Ніколь Капітен, президент;
- П'єр Баєр, віце-президент;
- Паскаль Вілліс, секретар.